# Ardzjasar
Ardzjasar (armeniska: Արջասար) är ett berg i Armenien. Det ligger i provinsen Lori, i den nordvästra delen av landet, 90 kilometer norr om huvudstaden Jerevan. Toppen på Ardzjasar är 1 776 meter över havet.